# Shilton Paul
Shilton Paul là một cầu thủ bóng đá người Ấn Độ thi đấu cho Mohun Bagan ở vị trí thủ môn, hiện tại là đội trưởng của Mariners.

## Sự nghiệp

### Mohun Bagan
Sau khi tốt nghiệp từ Tata Football Academy, Paul ký hợp đồng với câu lạc bộ I-League Mohun Bagan. Anh không được thi đấu trận nào tuy nhiên đến mùa giải I-League 2010-11, có 12 lần ra sân. Anh là đội trưởng của Mohun Bagan trong mùa giải I-League 2014-15 vô địch.

### Chennaiyin
Anh thi đấu cho diện Chennaiyin tại Indian Super League 2014.

### Kerala Blasters
Shilton thi đấu cho Kerala Blasters FC tại ISL Season 2.

### ATK
Shilton thi đấu cho Atletico De Kolkata tại ISL season 3.

## Quốc tế
Anh có 3 lần ra sân cho Ấn Độ ở Cúp Challenge AFC 2006 và ngồi dự bị ở vòng loại Cúp bóng đá châu Á 2007.